# Sławomir Pietrzak (zootechnik)
Sławomir Pietrzak (ur. 1954) – polski zootechnik, profesor nauk rolniczych, działacz jeździecki, międzynarodowy sędzia w ujeżdżeniu oraz trener jeździectwa, w latach 2016–2018 prezes Stadniny Koni Janów Podlaski.

## Życiorys
W 1997 uzyskał na Wydziale Zootechnicznym Akademii Rolniczej w Lublinie, stopień doktora habilitowanego nauk rolniczych w zakresie zootechniki, specjalność: hodowla koni na podstawie dorobku naukowego oraz rozprawy pt. Charakterystyka i analiza treningu koni sportowych w czołowych krajowych klubach jeździeckich oraz ocena uzyskanych przez nie wyników, zaś w 2007 otrzymał tytuł profesora nauk rolniczych.
Jest profesorem nadzwyczajnym Katedry Hodowli i Użytkowania Koni Wydziału Biologii i Hodowli Zwierząt Uniwersytetu Przyrodniczego w Lublinie, a także prezesem Lubelskiego Klubu Jeździeckiego. Pełni również funkcję międzynarodowego sędziego w ujeżdżeniu oraz trenera jeździectwa. Pietrzak piastuje również funkcję członka Rady ds. hodowli koni przy ministrze rolnictwa oraz szefa zespołu ds. rozrodu i opieki weterynaryjnej. 15 czerwca 2016 w wyniku konkursu rozpisanego przez Agencję Nieruchomości Rolnych, został wybrany prezesem Stadniny Koni Janów Podlaski. 7 marca 2018 został z tej funkcji odwołany.